# 名探偵コナン 犯人の犯沢さん
『名探偵コナン 犯人の犯沢さん』（めいたんていコナン はんにんのはんざわさん）は、青山剛昌（原作）、かんばまゆこ（漫画）による漫画作品。青山剛昌の漫画作品『名探偵コナン』の公式スピンオフ作品。『週刊少年サンデーS』（小学館）にて、2017年7月号から連載中。

## 概要
原作で犯人の正体が明らかになる前に登場する全身黒タイツ風の容姿をした犯沢さんが、出雲からある人物を殺すために米花町に移住し、やたらに凶悪犯罪が起こる町で繰り広げる日常を描いたギャグ漫画。原作の登場人物や米花町を極端に誇張してギャグに繋げており、原作のエピソード描写も誇張してギャグ的に絡めつつ、ストーリーとしてはクリミナルギャグとして描かれている。
なお、原作者である青山によるネームチェックなどは行われていない。

## あらすじ
東京都米花市米花区米花町の米花駅にある黒い人が現れた。その人の名前は犯沢さん。米花町に来た理由は「あの男」を殺すためだ。
犯沢さんはまず家を探さなければならないので米花不動産を訪れたが、米花町は事故物件ばかりであった。しかし、犯沢さんは小嶋元太の一言でシェアハウスに住む決断をする。
レンタルビデオ店でアルバイトを始めた犯沢さんだが、同僚は探偵業との兼業のためにシフト変更を強いられることが多く、次第に疲労する。そんな中、トリックにペットを利用すべくペットショップを訪れた犯沢さんはあるポメラニアンに目を奪われる。

## 登場人物

### 主要人物
- 江戸川コナンや毛利蘭については、#毛利探偵事務所を参照
- 犯沢人江やサキちゃんについては、#犯沢さんの家族・親族を参照。

犯沢さん（はんざわ）
声 - 蒼井翔太
主人公。本名は犯沢 真人（はんざわ まこと）。
男湯に入浴する描写があるが（店頭に「混浴もあります」の貼り紙あり）、サンデーS2022年11/1号柱の登場人物紹介文において『現状性別は不明である』とされており、番組紹介でも『彼（彼女？）』となっている。アニメの監督を務める大地は、アニメディア2022年10月号でのインタビューで「かんばまゆこ先生に『犯沢さんは性別不詳なんです』と教えて頂きまして、そこから一気にキャラクターのイメージが膨らみました」と答えている。ただしアニメ第2話のナレーションでは「"彼"の名は犯沢さん」と語られている。Netflix英語字幕では「This is Hanzawa」となっている。
原作である『名探偵コナン』本編において、真犯人が明かされるまでの間に表現される犯人像である「全身がシルエットで描かれる黒い人物」の姿をしている。劇中では終始この姿であるが、原作のパロディという設定のため、便宜上読者からそう見えるという演出のようである。事実、同居人からファッションについての指摘を受けるなど、あくまでの周囲からは「普通の格好」であると見なされている。頭髪も丸刈り頭というわけではなく、シャンプーをして櫛で髪を解かすという描写が描かれている。
「ある男」に復讐するため、上京して米花町を訪れる。
島根県出雲の片田舎出身。7月2日生まれの蟹座。自動車運転免許を所持している。学生時代は手芸部所属で、高校3年生の時に高校ソーイングコンクールで受賞を果たしている。特技は祖父直伝の「キンニャモニャ踊り」。
ポメ太郎（ポメたろう）
声 - 水瀬いのり
犯沢さんのペットであるポメラニアン。
ペットショップで48万円もの価値が付いた血統書付きの犬で、あまりの魅力に犯沢さんは寝ても覚めても思い続けるほどにメロメロになってしまった。
当初はその値段の高さから購入を躊躇していたが、阿笠博士が犬を飼おうとしているのを見て「何かの実験台にされるのでは」と危惧、白馬探から借金してまで購入した。その後、借金は灰原哀による治験の報酬で無事完済した。
当初は犯沢さん自身の復讐計画に利用するため鍛え上げようとしたが、底抜けに天真爛漫な性格ゆえ遅々として進まず、また可愛さでつい甘やかしてしまうため計画は頓挫した。
白馬の愛鷹・ワトソンとは当初は最悪の仲だったが、現在では大の仲良し。ワトソンとの可愛らしいやり取りは動画サイトでも高い人気を誇る。
一時期、怪盗キッドにビッグジュエル目当てに攫われそうになり、あまりの愛くるしさにキッドが返してくれなかったという伝説を持つ。その後、中森青子が返してくれたが、キッドが連れ回していたせいで「怪盗キッドの愛犬」と誤解されるハメになった。

### オリジナルキャラクター

#### 犯沢さんの家族・親族
犯沢 人江（はんざわ ひとえ）
声 - 浦和めぐみ
犯沢さんの母親。犯沢さんとは正反対に人懐っこく明るい性格。親切かつ世話焼きでもあり、上京した息子のことを心配している。口調は出雲訛りが強めである。私服は「HAPPY FACTORY」と書かれたロゴTシャツがお気に入り。
犯沢さんに会うために観光を兼ねて米花町を訪れた際は、ベルツリータワーの爆発事件に巻き込まれそうになっていたが、人ごみでタワーに辿り付けなかったため運よく助かった。その後も犯沢さんを心配して時おり連絡をしたり、食べ物を送ったりしている。
サキちゃん
犯沢さんの従姉妹。犯沢さんと同じく黒タイツ風の姿をしているが、名前と容姿から女性であることが示唆されている。
犯沢さんとは実のきょうだいのように仲良しであった。初対面の相手でも打ち解けられるような社交的な性格。以前は鳥取県の専門学校に通っていたが、その後犯沢さんに憧れて東京に引っ越した。
犯沢さんのじぃちゃん
声 - 山口祥行
阿笠博士の作った麻酔銃で眠った時、犯沢さんが見た夢の中で登場。三途の川らしき場所で犯沢さんを手招きしていた。生前に犯沢さんに「キンニャモニャ踊り」を教えていた様子。

#### シェアハウスの住人・管理人
パリピ
声 - 鈴木崚汰（ケンジ）、葵ひびき（アンナ）、藤村花音（ナナ）、遠藤綾（ユイカ）、中村光樹（リキオ）、福西勝也（ショウタ）、浦和めぐみ（リカ）、オウジ、佐藤正幸（サトル）
犯沢さんが入居したシェアハウスの住人たち。軽いノリで明るい性格の若い男女の集まりで、連日のようにパーティを開いていることから「パリピ」と呼ばれている。当初は犯沢さんの事を見下すような発言をしたため殺意を抱かれたが、のちに打ち解けて友人となる。
流行には敏感で常にSNSに上げるための写真を撮っており、事件が起きている現場でもSNSに映える写真撮影を欠かさず、遊びもSNSも命懸けで楽しんでいる。
米花町の住民らしいたくましさを見せる一方で、トロピカルランドのアトラクションに乗れない状況をあっさり受け入れるなど、事件が多発する米花町の現実にネガティブになったり、諦めを見せる事もある。
「プロパリピ」であり、犯罪被害にあった依頼者のパーティを盛り上げたり、サクラを務めたりする事で収入を得ている。
管理人さん
声 - 葵ひびき
犯沢さんが入居したシェアハウスの管理人をしている女性。長い黒髪を三つ編みでまとめている。一見優しく穏やかだが、スリ被害にあった犯沢さんに「家賃の期日が守れない人は即退去」を言い渡すなど、家賃の滞納には容赦ない対応をしている。普段は笑顔だが、お金を数える時は冷たい表情になる。
林 かず夫（はやし かずお）
声 - 坂本頼光
米花町の不動産屋「米花不動産」を営む小太りの男性。64歳。
米花町に来たばかりの犯沢さんの物件探しを手伝う。一見穏やかで優しい性格だが、好条件で家賃が安い代わりに殺人現場となった部屋など、事故物件を多く扱っている。犯沢さんには複数の事故物件を紹介したが、最終的にはシェアハウスを紹介する。
田舎者の犯沢さんから仲介料を騙し取ろうと目論んでいたが、以前から揉めていた犯林つとむに殺害される。
犯林 つとむ（はんばやし つとむ）
声 - 榎木淳弥
犯沢さんが入居したシェアハウスの住人。犯沢さんそっくりな全身黒スーツの男性で、ニット帽を被っている。22歳。趣味はヒップホップで口調は荒い。犯沢さんと意気投合し、友人となる。
林かず夫に殺意を抱いており、夜中に彼を撲殺したが、近くにいたコナンの蹴り飛ばした弁当箱型ファックスを顔に食らい逮捕される。

#### 『名探偵コナン』本編キャラに酷似した人物
『名探偵コナン』本編キャラの親族や関係者も存在するが、本編キャラ本人なのか他人のそら似なのか不明な人物も多い。
解説者
声 - 比嘉良介
ニュース番組の解説。『名探偵コナン』本編の「イラストレーター殺人事件」に登場した花岡兼人に酷似している。
女性アナウンサー
声 - 佐藤はな
ニュース番組のアナウンサー。『名探偵コナン』本編の「イラストレーター殺人事件」に登場した蝶野いづみに酷似している。
大上 祝二郎（おおがみ しゅくじろう）
声 - 稲葉実
「トリトン」のオープニングスタッフの一人で、犯沢さんのアルバイト先の同僚の男性。口元とあごにひげを生やした、小太りの体型をしている。49歳。
実は白馬探達と共に潜入捜査をしており、悪徳企業の調査をしている。ビデオタイトルの配置をすぐに覚えるなど仕事は有能にこなすが、探偵業が忙しく業務を放り出す事が多い。『名探偵コナン』本編の「集められた名探偵! 工藤新一VS怪盗キッド」に登場した探偵・大上祝善に酷似している。
犯間（はんま）
「トリトン」で事件を起こしていた眼鏡を掛けた犯人。『名探偵コナン』本編の「集められた名探偵! 工藤新一VS怪盗キッド」に登場した犯人・千間降代に酷似している。
江本将史に似た人
洋服屋の店員。犯沢さんに「黒い服はないか」と問われ、「置いてないっスね…」と答えた。『名探偵コナン』本編の「本庁の刑事恋物語7」に登場した江本将史に酷似している。
天念和尚（てんねんおしょう）
山泥寺の住職。『名探偵コナン』本編の「霧天狗伝説殺人事件」に登場した天永和尚に酷似している。
前住職の天永和尚が事件を起こした後、そのリノベーションとの名目上で山泥寺の中にお化け屋敷を作った。
津川 秀太郎（つがわ しゅうたろう）
『名探偵コナン』本編の「図書館殺人事件」に登場した、米花図書館の元館長・津川秀治の兄。弟とほぼ瓜二つの容姿をしているが、ちょび髭を生やしている。
温厚で子供好きな性格だが、悪気は無いにも関わらず言動が殺人犯である弟にそっくりである。そのため周囲からは誤解されてしまい、図書館利用者からは敬遠されている。
森達夫に似た人
毛利小五郎のふりをして眠りの安眠セミナーを開いた。『名探偵コナン』本編の「毛利小五郎のニセ者」に登場した森達夫に酷似している。
赤峰光里に似た人
『名探偵コナン』本編の「魚が消える一角岩」に登場した赤峰光里に酷似している。

#### その他
店長
声 - 佐藤正幸
犯沢さんのアルバイト先であるレンタルビデオ店「トリトン」の元店長。犯間に殺害された。
新店長
声 - 一条和矢
「トリトン」の新店長。体格は小太り。「トリトン」で殺人が起きたため、レンタル料を一時10円にするなど気前の良い面がある。
ショコラ
沖野ヨーコが飼っている犬。
土佐犬
阿笠博士の飼っているペットの土佐犬。当初は犯沢さんが飼う予定だったが、犯沢さんが毛玉（ポメラニアン）に目を奪われたため阿笠博士が飼うことになった。
店主
声 - くじら
防犯グッズを売っている店の女性店主。犯沢さんから「笑顔がとても怪しい」と評されている。その予想通りに犯沢さんのお金を盗んだり、ボッタクリバーを紹介したりするなど悪人である。

### 『名探偵コナン』本編からの登場人物

#### 毛利探偵事務所
江戸川 コナン（えどがわ コナン）
声 - 高山みなみ
『名探偵コナン』本編の主人公。今作では本編よりも頬がふっくらしている。
「事件を呼び寄せる死神」と陰で呼ばれている。戦闘力は★5（ただしキック力増強シューズ込み）。
犯沢さんの行く先々に現れる。初登場時には鋭い目つきで犯沢さんを睨み、偶然東京に来ていた平次と共に追跡する。作中でも殺人事件の犯人を現行犯逮捕する、観覧車に仕掛けられた時限爆弾をものの数十秒で解体処理するなどの活躍を見せている。
キック力増強シューズはボール無しでも蹴り技として使える。
毛利 蘭（もうり らん）
声 - 山崎和佳奈
『名探偵コナン』本編のヒロイン。事件ばかりの日常に内心うんざりしている。本人曰く「心を動かしていたら身が持たず、心を止めれば、怖いも辛いもない」と言う理由で、ほとんど無表情かつ少々ドライ気味。
戦闘力は★5で、本編以上に人間離れした身体能力を持っており、犯沢さんから恐れられている。ぼったくりバーで苦しめられていた父と犯沢さんを助け、気合だけで店内のヤクザ店員を全員吹き飛ばして戦闘不能に追い込み、発射された銃弾も素手で軽く掴み取って握力でグチャグチャにしている。「わたしを殺人犯にしないでもらえます？」の一言で他の店員は逃走。犯沢さんの持っていた刃物も片手で折り曲げてしまい、「やめてくださいね。うんざりなんですよ」と、原作で修羅場を潜り抜けていることを言外に示した。
また別の事件にて銃撃犯相手すら圧倒し、拳銃そのものも折り曲げる程の凄まじい怪力を見せた。
今作ではツノのような髪型が頭上に向かって突出していており、コマ枠から飛び出している場面もある。工藤邸の新一の部屋にあった保育園児の時の写真も、ツノが帽子を突き破っていた。2巻帯では原作者・青山が「あんな髪型じゃない」などと突っ込んでおり、作者のかんばが謝罪している。4巻では原作通りの髪型のほうがキッドが化けた偽物ということもあった。
毛利 小五郎（もうり こごろう）
声 - 小山力也
蘭の父親で私立探偵。気だるい表情をしていることが多いが、コナンの麻酔針にめげない姿を見せる。
妃 英理（きさき えり）
蘭の母親で小五郎の妻。弁護士。

#### 工藤家
工藤 新一（くどう しんいち）
江戸川コナンの本来の姿。犯沢さんが追っている宿敵。
工藤 有希子（くどう ゆきこ）
新一の母親で優作の妻。元女優。
工藤 優作（くどう ゆうさく）
新一の父親で推理作家。

#### 鈴木家（鈴木財閥）
鈴木 園子（すずき そのこ）
声 - 松井菜桜子
蘭の親友で、鈴木財閥の令嬢。本編以上のキッドファンで、財閥の力も借りてサポートしている。
鈴木 史郎（すずき しろう）
園子の父親。鈴木財閥会長。
鈴木 朋子（すずき ともこ）
園子の母親で史郎の妻。
鈴木 綾子（すずき あやこ）
園子の姉。夏休みにはラジオ体操をしていた。
鈴木 次郎吉（すずき じろきち）
声 - 佐藤正治
ルパンを連れてドッグランにいた。
ルパン
鈴木次郎吉が飼っている犬。

#### 関西のキャラクター
- 沖田総司については、#『YAIBA』からの登場人物を参照。

服部 平次（はっとり へいじ）
西の高校生探偵。犯沢さんに工藤新一だと勘違いされていた。
遠山 和葉（とおやま かずは）
蘭の友人で、服部の幼馴染。
大岡 紅葉（おおおか もみじ）
大岡家の令嬢。
伊織 無我（いおり むが）
大岡紅葉の執事。沖田と刃の戦いのせいでアフロヘアーになってしまった。
大滝 悟郎（おおたき ごろう）
大阪府警の警部。
綾小路 文麿（あやのこうじ ふみまろ）
京都府警の警部。京都に訪れた犯沢さんの写真を撮った。
マロちゃん
綾小路文麿の飼っているペット。綾小路文麿と一緒に清水寺にいた。綾小路文麿が犯沢さんの写真を撮っている時に弁当型スマホの中身のおかずを食べていた。

#### 少年探偵団
吉田 歩美（よしだ あゆみ）
声 - 岩居由希子
コナンのクラスメイトで、少年探偵団を結成している。
小嶋 元太（こじま げんた）
声 - 高木渉
コナンのクラスメイトで、少年探偵団の一員。本編とは違い、頬っぺたが赤くいつもニコニコしている。犯沢さんに住む家のヒントを教える。
円谷 光彦（つぶらや みつひこ）
声 - 大谷育江
コナンのクラスメイトで、少年探偵団の一員。
灰原 哀（はいばら あい）
声 - 林原めぐみ
コナンのクラスメイトで、少年探偵団の一員。
阿笠 博士（あがさ ひろし）
声 - 緒方賢一
コナンの知り合いの発明家。犯沢さんからはマッドサイエンティスト呼ばわりされている。

#### 赤井家
赤井 秀一（あかい しゅういち）
FBIの男性。世良真純の兄。犯沢さんに狙撃の技術をレクチャーした。
沖矢 昴（おきや すばる）
赤井秀一の変装した姿。
世良 真純（せら ますみ）
赤井秀一の妹。
羽田 秀吉（はねだ しゅうきち）
プロ棋士。赤井秀一の弟で、世良真純の兄。

#### 黒ずくしの組織
安室 透（あむろ とおる） / 降谷 零（ふるや れい） / バーボン
声 - 古谷徹
公安警察に所属し、黒の組織を追っている。黒ずくめの服を着ている者には敏感で、おしゃれのために黒い服を着ていた犯沢さんを、追っている組織の者と勘違いして確保しようとした。普段は任務のために正体を隠して私立探偵の安室透を名乗っており、毛利探偵事務所の階下にある喫茶ポアロでアルバイトをしている。夏休みにはラジオ体操の役員をしていたが、間違えて本名のハンコを出すというミスを犯す。
脇田 兼則（わきた かねのり）
「米花いろは寿司」の店員。
ジン
黒の組織の一員。有希子が彼の特殊メイクを犯沢さんにしたことによって、犯沢さんに一時立場を取って代わられる。
ウォッカ
黒の組織の一員。
クリス・ヴィンヤード / ベルモット
黒の組織の一員。女優。犯沢さんの髪を切った。
キャンティ
黒の組織の一員。
コルン
黒の組織の一員。
烏丸 蓮耶（からすま れんや）
黒の組織のボス。

#### 芸能関係者
沖野ヨーコ（おきの ヨーコ）
毛利小五郎がファンのアイドル。
山岸 栄一（やまぎし えいいち）
沖野ヨーコのマネージャー。

#### 警視庁関係者
目暮 十三（めぐれ じゅうぞう）
声 - 茶風林
警視庁捜査一課の警部。
高木 渉（たかぎ わたる）
警視庁捜査一課の巡査部長。
佐藤 美和子（さとう みわこ）
警視庁捜査一課の警部補。「爆弾犯」と聞くと人格が変わる。
白鳥 任三郎（しらとり にんざぶろう）
警視庁捜査一課の警部。アニメ版では小林澄子と「トリトン」にいた。
千葉 和伸（ちば かずのぶ）
警視庁捜査一課の巡査部長。
トメさん
毛利小五郎の眠りの安眠セミナーにて事件が起こった時に、目暮たち刑事と来ていた。
宮本 由美（みやもと ゆみ）
警視庁交通部の警部補。
三池 苗子（みいけ なえこ）
警視庁交通部の巡査部長。
風見 裕也（かざみ ゆうや）
警視庁公安部の警部補で公安捜査員。

#### その他
京極 真（きょうごく まこと）
園子の恋人で、空手では無敗のチャンピオン。
榎本 梓（えのもと あずさ）
「喫茶ポアロ」の従業員。
小倉 功雅（おぐら かつまさ）
「死ぬほどうまいラーメン店」の店主。犯沢さんに死ぬほどまずいラーメンを勧めていた。
新出 智明（あらいで ともあき）
医師。夏休みにはラジオ体操をしていた。
赤木 英雄（あかぎ ひでお）
サッカー選手。街を歩いていた。
比護 隆佑（ひご りゅうすけ）
サッカー選手。アニメ化記念でサンデーに出張掲載した話のみ登場。
小林 澄子（こばやし すみこ）
帝丹小学校の教師。夏休みにはラジオ体操をしていた。アニメ版では白鳥任三郎と「トリトン」にいた。
闇の男爵（ナイトバロン）
工藤優作の書いた小説に登場した架空の人物。街を歩いていた。
犯人
犯沢さん以外にもよく登場する。犯沢さんの親族を除き、その多くは悪人や犯罪者である。
横溝 重悟
神奈川県警の警部。
山村 ミサオ（やまむら ミサオ）
群馬県警の警部。

#### 『名探偵コナン』本編のゲストキャラクター
岸田（きしだ）
『名探偵コナン』本編の「ジェットコースター殺人事件」に登場した被害者。
愛子（あいこ）
『名探偵コナン』本編の「ジェットコースター殺人事件」に登場した容疑者。本編同様、恋人の岸田と人目を憚らずイチャついていた。
藤江 明義（ふじえ あきよし）
『名探偵コナン』本編の「アイドル密室殺人事件」に登場した被害者。犯沢さんが想像した事故物件の中で登場。
赤木 守（あかぎ まもる）
『名探偵コナン』本編の「プロサッカー選手脅迫事件」に登場した子供。街を歩いていた。
男A
『名探偵コナン』本編の「歩美ちゃん誘拐事件」に登場した人物。サキちゃんに「特殊詐欺の受け子をやらないか」と聞いたが、スタンガンで返り討ちにされた。アニメ化記念でサンデーに出張掲載した話では、由美と苗子から取り調べを受けていた。
男B
男Aと同じく、『名探偵コナン』本編の「歩美ちゃん誘拐事件」に登場した人物。やはり男Aと同じく、サキちゃんに返り討ちにされ由美と苗子から取り調べを受ける。
浩樹（ひろき）
声 - 高乃麗
『名探偵コナン』本編の「消えた死体殺人事件」などに登場した小学生。喫茶ポアロの常連客で、猫「アキラ」の飼い主。米花市役所にいた。
歩美の母
『名探偵コナン』本編の「テレビ局殺人事件」などに登場した人物。
江戸川 文代（えどがわ ふみよ）
『名探偵コナン』本編の「江戸川コナン誘拐事件」に登場した、工藤有希子の変装した姿。
上条 秀子（かみじょう ひでこ）
『名探偵コナン』本編の「闇の男爵(ナイトバロン)殺人事件」に登場した容疑者。
富沢 達二（とみざわ たつじ）
『名探偵コナン』本編の「三つ子別荘殺人事件」に登場した容疑者。眠りの安眠セミナーに来ていた。
高山 みなみ（たかやま みなみ）
声 - 高山みなみ
江戸川コナン役の声優。『名探偵コナン』本編の「人気アーティスト誘拐事件」では本人役で登場した。犯沢さんのことを怪しい人呼ばわりした。
永野 椎菜（ながの しいな）
歌手。高山みなみと同じく、「人気アーティスト誘拐事件」では本人役で登場した。高山みなみと一緒に歩いていた。
藪内 真知子（やぶうち まちこ）
『名探偵コナン』本編の「追い詰められた名探偵 連続2大殺人事件」に登場した被害者。犯沢さんが想像した事故物件の中で登場。
土屋 益子（つちや ますこ）
『名探偵コナン』本編の「名陶芸家殺人事件」に登場した被害者。犯沢さんが想像した事故物件の中で登場。
金子（かねこ）
『名探偵コナン』本編の「競技場無差別脅迫事件」に登場した日売テレビのプロデューサー。
蛭田（ひるた）
『名探偵コナン』本編の「競技場無差別脅迫事件」に登場した犯人。今作では黒タイツ姿で登場した。
明智 文代（あけち ふみよ）
『名探偵コナン』本編の「上野発北斗星3号」に登場した、工藤有希子が変装した姿。街を歩いていた。
茂木 遥史（もぎ はるふみ）
声 - 堀内賢雄
『名探偵コナン』本編の「集められた名探偵! 工藤新一VS怪盗キッド」に登場した私立探偵。「トリトン」のオープニングスタッフの一人で、犯沢さんのアルバイト先の同僚の男性。スーツ姿でタバコを吸っている。年齢は39歳。実は白馬探達と共に潜入捜査をしており、悪徳企業の調査をしている。客にお勧めの映画を紹介するなど、仕事は有能にこなすが、探偵業が忙しく業務を放り出す事が多い。
槍田 郁美（そうだ いくみ）
声 - 篠原恵美
『名探偵コナン』本編の「集められた名探偵! 工藤新一VS怪盗キッド」に登場した私立探偵。「トリトン」のオープニングスタッフの一人で、犯沢さんのアルバイト先の同僚の女性。年齢は29歳。長い黒髪を後ろでまとめた、クールで大人っぽい雰囲気を漂わせている。実は白馬探達と共に潜入捜査をしており、悪徳企業の調査をしている。正確で素早いレジさばきができるなど仕事は有能にこなすが、探偵業が忙しく業務を放り出す事が多い。なぜか犯沢さんをバイトリーダー扱いしている。
千間 降代（せんま ふるよ）
『名探偵コナン』本編の「集められた名探偵! 工藤新一VS怪盗キッド」に登場した犯人。本作では黒タイツ姿が描かれた。
平山 文吾（ひらやま ぶんご）
『名探偵コナン』本編の「超秘密の通学路」に登場した人物。
紺野 宅司（こんの たくし）
『名探偵コナン』本編の「1ミリも許さない」に登場した犯人。街を純夏と歩いていた。
紺野 純夏（こんの すみか）
『名探偵コナン』本編の「1ミリも許さない」に登場した被害者。街を宅司と歩いていた。
山路 萩江（やまじ はぎえ）
『名探偵コナン』本編の「仲の悪いガールズバンド」に登場した被害者。インターネットに被害者として掲載されていた。
小暮 留海（こぐれ るみ）
『名探偵コナン』本編の「仲の悪いガールズバンド」に登場した犯人。犯沢さんが想像した犯人として登場した。今作では黒タイツ姿が描かれた。
鞍知 景子（くらち けいこ）
『名探偵コナン』本編の「紅の修学旅行」に登場した容疑者。清水寺にいた。
馬山 峰人（まやま みねと）
『名探偵コナン』本編の「紅の修学旅行」に登場した容疑者。清水寺にいた。
阿賀田 力（あがた りき）
『名探偵コナン』本編の「紅の修学旅行」に登場した犯人。清水寺にいた。
諸岡 郡蔵（もろおか ぐんぞう）
『名探偵コナン』本編の「迷宮カクテル」に登場した容疑者。

### 『名探偵コナン ゼロの日常』からの登場人物
ハロ
『名探偵コナン ゼロの日常』に登場。安室透の飼っているペットの犬。
浩樹の母
声 - 佐藤はな
『名探偵コナン ゼロの日常』に登場。浩樹と米花市役所にいた。
鶴山 麗子
『名探偵コナン ゼロの日常』に登場。風見裕也とポメ太郎に感動していた。

### 『まじっく快斗』からの登場人物
怪盗キッド（かいとうキッド） / 黒羽 快斗（くろばかいと）
声 - 山口勝平
『まじっく快斗』の主人公。「怪盗キッド」として怪盗をしている高校生。
中森 青子（なかもり あおこ）
『まじっく快斗』のヒロインで、快斗の幼馴染。
寺井 黄之助（じい こうのすけ）
声 - 野島昭生
怪盗キッドの助手。
中森 銀三（なかもり ぎんぞう）
声 - 石井康嗣
警視庁の警部。青子の父親で、怪盗キッドを追っている。
小泉 紅子（こいずみ あかこ）
快斗のクラスメイト。
邪神ルシュファー
グッズが売れない紅子を励ました。
白馬 探（はくば さぐる）
声 - 石田彰
快斗のクラスメイト。私立探偵を名乗る男子高校生。犯沢さんのアルバイト先の同僚。英国風の探偵衣装をまとい、鹿撃ち帽を被っている。愛鷹のワトソンを肩に乗せている。実は悪徳企業の捜査のために、探偵仲間と共にアルバイトとして潜入している。他の事件にも呼び出される事があるためほとんど出勤できず、早退して犯沢さんに業務を押し付ける事もある。更に多忙になった際には、犯沢さんにワトソンを預けて世話を任せるようになる。ペットショップでポメ太郎を買おうとした犯沢さんに対し、高額の融資もしている。
ワトソン
白馬探が飼っている鷹。探偵業で忙しい探の代理として、レジ打ちなどを代行する事があるが、鷹であるため代わりになりきれていない。のちに犯沢さんに預けられるようになるが、さまざまな殺人事件に遭遇して来た探と行動する内に血を好むようになってしまったため、凶暴になったり部屋を荒らしたりする事がある。
ばあや
白馬探の運転手。

### 『YAIBA』からの登場人物
鉄 刃（くろがね やいば）
『YAIBA』の主人公。沖田総司と京都で勝負をした。
峰 さやか（みね さやか）
『YAIBA』のヒロイン。鉄刃と一緒に清水寺にいた。
沖田 総司（おきた そうし）
鉄刃と京都で勝負をした。

## 反響・評価
空想科学読本で知られる柳田理科雄は『ジュニア空想科学読本17』で本作について取り上げた際、「『こういうことは科学的にツッコんではいかんのだろうな』ということを、躊躇なく拾ってくれる稀有な作品」と評している。
「全国書店員が選んだおすすめコミック2019」で第14位にランクインした。
2022年9月時点で、累計発行部数（電子版も含む）は250万部を突破している。

## 書誌情報
| 巻 | 発売日         | ISBN              |
| -- | -------------- | ----------------- |
| 1  | 2017年12月18日 | 978-4-09-128027-5 |
| 2  | 2018年4月11日  | 978-4-09-128226-2 |
| 3  | 2018年10月18日 | 978-4-09-128564-5 |
| 4  | 2019年4月10日  | 978-4-09-129180-6 |
| 5  | 2019年12月18日 | 978-4-09-129450-0 |
| 6  | 2021年10月18日 | 978-4-09-850727-6 |
| 7  | 2022年9月15日  | 978-4-09-851256-0 |
| 8  | 2023年10月18日 | 978-4-09-852129-6 |
| 9  | 2024年10月18日 | 978-4-09-853655-9 |

## 漫画エピソード一覧
| 話 | 漫画エピソード名                    | 収録 | アニメ | あらすじ |
| -- | ----------------------------------- | ---- | ------ | --- |
| 1  | やって来た犯人                      | 1巻  | 1      | 米花町の米花駅にある人物がやって来た。その名は犯沢さん。米花町に来た理由は「あの男」を殺すため。そんな犯沢さんは毛利蘭、鈴木園子と遭遇する。ある理由で鈴木園子に笑われた犯沢さんはあることを決意する。 |
| 2  | 新生活の摩天楼                      | 1巻  | 1      | 犯沢さんは住むアパートを探しに不動産屋に訪れる。しかし、米花町の物件はほとんどが事故物件であった。 |
| 3  | ひとの出会いはアラ不思議            | 1巻  | 2      | ほとんどが事故物件であって犯沢さんは困るが、小嶋元太の発言で犯沢さんはあることを決断した。 |
| 4  | 蟻地獄                              | 1巻  | 3      | 小嶋元太の一言でシェアハウスに住むことにした犯沢さんは、自身と気が合う人物と出会う。 |
| 5  | 漆黒の入浴                          | 1巻  | 4      | 気が合う人の名前は犯林つとむという名前。しかし、犯林つとむは殺人を犯してしまう。その後、犯沢さんはシャワーをする。 |
| 6  | 悪夢                                | 1巻  | 5      | 犯沢さんは、夜に酒を買いに行く。 |
| 7  | 天国へのカウントダウン              | 2巻  | 6      | 夜に酒を買いに出かけた犯沢さんは、お金を盗まれてしまう。 |
| 8  | 労働者たちの鎮魂歌                  | 2巻  | 7      | お金を盗まれてしまった犯沢さんは、阿笠博士に誘われて博士の研究所でバイトを始めた。しかし、大変な仕事だった。なので、レンタルビデオ店でアルバイトをすることにした。 |
| 9  | 着飾ってトゥナイト                  | 2巻  | 9      | アルバイト先のレンタルビデオ店では、白馬探などの探偵たちがバイトをしていた。犯沢さんはその後、オシャレをしようと洋服屋に行く。 |
| 10 | 異次元の訪問者                      | 2巻  | 10     | 犯沢さんの母・犯沢人江が犯沢さんの故郷の島根県出雲市からやって来た。しかし、犯沢さんは人江に冷たい態度をとってしまう。 |
| 11 | 死の淵                              | 2巻  | -      | 犯沢さんは遊園地にやって来るが、そこで爆弾事件に捲き込まれてしまう。 |
| 12 | 1番目の標的                         | 2巻  | 11     | 外出した犯沢さんは、そこで標的に出会う。 |
| -  | おまけ 犯沢さんの節約生活           | 2巻  | -      | 犯沢さんはお金を盗まれてしまったため、節約をしようとする。 |
| 13 | 発見                                | 3巻  | 12     | 標的・あの男に出会ったと思ったが、標的とは別人の怪盗キッドだった。その後、ある一人の男の子とすれ違う。 |
| 14 | ネクストコナンズヒント「毛玉」      | 3巻  | 8      | 犯沢さんは白馬探の鷹・ワトソンを預かっているため餌を買いにペットショップに行く。そこで、毛玉のようなポメラニアンに目を奪われる。 |
| 15 | 戦慄の異次元の絶海の天才            | 3巻  | -      | 犯沢さんはポメラニアンに「ポメ太郎」と名付けて飼い始める。しかし、お金が無かったため、白馬探にお金を借りた。その後、犯沢さんが現在使っているのはガラケーのため、同居人たちに馬鹿にされた。そこで、犯沢さんは携帯ショップに行くことにした。 |
| 16 | 転職はスリル、ショック、サスペンス  | 3巻  | -      | 犯沢さんは携帯ショップで阿笠博士の発明品の携帯を買った。 |
| 17 | 覚悟                                | 3巻  | -      | 犯沢さんの母・犯沢人江から、従姉妹のサキちゃんが犯沢さんに会いたいという内容のメールがきた。犯沢さんは故郷の出雲市へ行くことにする。 |
| 18 | 絶体絶命 死神ツアー御一行さま       | 3巻  | -      | 犯沢さんは出雲市へ帰ろうと米花駅に行くが、検問に引っ掛かる。そのため、偶然通りかかった小五郎、蘭、コナンの車に乗せてもらって出雲に着くことができた。 |
| -  | 特別編 黒の日常                     | 3巻  | -      | 『犯沢さんが、出雲に行く前のお話。』 犯沢さんは眠れないため、ビデオを見たり、腹筋をしたり色々な工夫をする。 |
| 19 | 帰って来た犯人                      | 4巻  | -      | 出雲に着いた犯沢さん。そこで、人江、親戚一同、サキちゃんと再会する。 |
| 20 | 犯人は1日にしてならず               | 4巻  | -      | 米花町に帰った犯沢さんの元に、サキちゃんから「決めた！あたし 東京に行く！」とメールがきた。 |
| 21 | レッツ借金返済                      | 4巻  | -      | ポメ太郎を飼うために白馬探に借金をしていた犯沢さん。どうしてもお金が欲しかったため、阿笠博士の所でアルバイトをすることにした。 |
| 22 | お金がある！                        | 4巻  | -      | 阿笠博士のアルバイトでお金が入った。その後、サキちゃんが米花町に着いた。 |
| 23 | 平成最後の魔術師                    | 4巻  | -      | サキちゃんはそのまま米花町に住むことになり、家も決まった。 |
| 24 | タブー                              | 4巻  | -      | 怪盗キッドからポメ太郎を拐われる。 |
| -  | おまけ ポメ太郎がさらわれた         | 4巻  | -      | ポメ太郎が盗まれたため、犯沢さんはゴミ箱でもポメ太郎と勘違いするほど心配していた。しかし、すぐに取り返すことが出来た。 |
| 25 | 純粋な悪夢                          | 5巻  | -      | サキちゃんからメールがくる。 |
| 26 | カリスマ散髪ご用心                  | 5巻  | -      | サキちゃんからメールがきた犯沢さん。内容は2人でライブに行かないかという内容。それを胸に色々と頑張ろうとする。 |
| 27 | ポメ太郎恋物語                      | 5巻  | -      | 人脈がいないため、ポメ太郎を連れてドッグランに行く。そこで犯沢さんは、沖野ヨーコと風見裕也と知り合いになる。 |
| 28 | 地獄                                | 5巻  | -      | 犯沢さんは、街を歩いていて山泥寺の天念和尚と出会い、山泥寺に招待されたため、行ってみることにした。 |
| 29 | 誕生の祭                            | 5巻  | -      | 今日は犯沢さんの誕生日ということで、人江からお祝いのメールを貰う。同居人のパリピ達にも祝って貰いたいが貰えない。ところが、パリピ達が突然倒れだした。 |
| 30 | 豪華な友達周り                      | 5巻  | -      | 沖野ヨーコと風見裕也と友達になった犯沢さんは、カフェでお茶会をすることになった。 |
| -  | おまけ                              | 5巻  | -      | 犯沢さんがテレビを観ていると、標的である「あの男」がテレビに映る。 |
| 31 | 紅の襲撃旅行編                      | 6巻  | -      | 標的の「あの男」とは工藤新一だった。犯沢さんは、この場所を京都府京都市先斗町のお店の前だと特定する。さっそくポメ太郎をパリピ達に預けて、京都に行くことにした。前に出雲に行った時に引っ掛かった尋問も突破し、京都に着くことが出来た。しかし、先斗町には工藤新一は居なかった。新一が映っていた映像を再度観ると、学生服を着ていたため、修学旅行で来ていたと推測する。犯沢さんが過去に学生時代に京都で修学旅行に行ったことを思い出して、修学旅行に来ている人が行く所を考える。清水寺であると考えた犯沢さんは、そこで新一を発見する。殺そうと思うが、米花町で出会った毛利蘭が側にいて、蘭がとても強いと知っている犯沢さんは殺すことが出来なかった。その悲しい気持ちを写真に収めるため、ある事件の捜査で来ていた綾小路文麿に写真を撮って貰う。その後、工藤新一らしき人が通りかかる。 |
| 32 | おっぱい師匠とおしり先生            | 6巻  | -      | 清水寺で工藤新一らしき人が通りかかるが、新一に似た沖田総司だった。沖田は剣道をやっているため、犯沢さんは強くなるために剣道を習うことにした。犯沢さんは米花町に戻って来て、リモートで剣道を習うことになった。しかし中々上手くいかず、その後、街を歩いていたところ赤井秀一の狙撃教室を見つける。 |
| 33 | RUNNER’S HYDE                       | 6巻  | -      | 犯沢さんは狙撃教室で狙撃の技術を学ぶも、上手くいかずにいた。 |
| 34 | あなたに会えて本当に良かった        | 6巻  | -      | 犯沢さんは、眠れなかった。 |
| 35 | 睡眠                                | 6巻  | -      | 犯沢さんは、チラシに載っていた「毛利小五郎 眠りのセミナー」に行く。 |
| 36 | バズの執行犬                        | 6巻  | -      | 犯沢さんは安眠セミナーで毛利小五郎の大ファンになる。 |
| 37 | 恐怖！胸がドキドキ図書館            | 7巻  | -      | 犯沢さんは、調べものをしに米花図書館に行く。 |
| 38 | 伝説のサマーレジャー                | 7巻  | -      | 犯沢さんは、サキちゃんと海に行く。 |
| 39 | 犯沢さんのアブない夏物語            | 7巻  | -      | 犯沢さんは、髪を切りに美容院へ行く。 |
| 40 | 舞い降りた天使                      | 7巻  | -      | 髪を切りにクリス・ヴィンヤードがやっている美容院に行くが、毛利蘭に似た髪型になってしまった。 |
| 41 | 黄昏の転職                          | 7巻  | -      | 犯沢さんは無理やり蘭と似た髪型に変えられ、鈴木園子がやって来る。 |
| 42 | 名わんこポメ太郎 〜根性の肉球〜     | 7巻  | -      | 犯沢さんは鈴木園子から蘭と勘違いされる。しかし、何とか元の髪型に戻ることが出来た。 |
| 43 | 死の味                              | 8巻  | -      | 犯沢さんは料理教室に行く。そこで、妃英理と出会う。 |
| 44 | 工藤・工藤・工藤                    | 8巻  | -      | 犯沢さんはあることをきっかけに、服部を新一と同一人物だと勘違いをしてしまう。 |
| 45 | 小嶋飯                              | 8巻  | -      | 犯沢さんは元太の父親が営んでいる店にご飯を食べにきた。 |
| 46 | 資産家令嬢殺人事件（前編）          | 8巻  | -      | |
| 47 | 名探偵 犯沢さん                     | 8巻  | -      | |
| 48 | ポメの日常                          | 8巻  | -      | |
| 49 | secret of my 健康診断               | 9巻  | -      | |
| 50 | 女神の講習                          | 9巻  | -      | |
| 51 | 特別編 犯人達の30thお祝いパーティー | 9巻  | -      | |
| 52 | 黒鉄の休日                          | 9巻  | -      | |
| 53 | 熱闘!真夏の殺人大作戦               | 9巻  | -      | |
| 54 | 甲子園の魔物は2度出る               | 9巻  | -      | |
| -  | コロコロ出張特別編 深緑の暗殺者     | 9巻  | -      | |

## テレビアニメ
2021年10月4日にアニメ化されることが発表された。なお、アニメ化の話は2019年から存在していた。2022年10月より、地上波・BSでのテレビアニメ放送およびNetflixでの全世界独占配信が行われる。10分間のショートアニメとして放送される。
PVのナレーションは犯沢さん役の蒼井翔太が担当したが、本編では監督の大地丙太郎がナレーションを担当している。
『コナン』テレビシリーズで見られるような表現の変更（詳細は名探偵コナン (アニメ)#表現の変更を参照）は特に行われておらず、出血描写についても殺害現場の血液は赤く塗られている。

### スタッフ
- 原作 - かんばまゆこ、青山剛昌[21]
- 監督 - 大地丙太郎[21]
- キャラクターデザイン - 千坂ふう[21]
- プロップデザイン - 玉置典彦（第1話）、小坂知・柊（第3、4話）、大友健一・柊（第5話）、スタジオ・ブーメラン・柊（第7話）
- 美術監督 - 中島麻由実[21]
- 美術監修 - 中村千恵子[21]
- 色彩設計 - 宮脇裕美[21]
- 撮影監督 - 佐々木明美[21]
- 編集 - 藤田育代[21]
- 音響監督 - 浦上靖之、浦上慶子[21]
- 音響効果 - 山田香織[21]
- 音響制作 - AUDIO PLANNING U[21]
- 音楽 - 安部純、武藤星児[21]
- 音楽プロデューサー - 大隅啓良
- プロデューサー - 近藤秀峰、佐藤エミ、中田博也、寺島清晃
- アニメーションプロデューサー - 藤堂真孝
- アニメーション制作 - TMS / 第1スタジオ[21]
- 制作 - 小学館集英社プロダクション、トムス・エンタテインメント[21]
- 製作 - 「名探偵コナン 犯人の犯沢さん」製作委員会

### 主題歌
「捕まえて、今夜。」
新浜レオンによるオープニングテーマ。作詞はEARSY、作曲は馬飼野康二と鎌田俊哉、編曲は船山基紀。
「Secret, voice of my heart」
倉木麻衣によるエンディングテーマ。作詞は倉木麻衣、作曲は本田光史郎、編曲は徳永暁人。

### 各話リスト
| 話数   | サブタイトル                   | 絵コンテ   | 演出       | 作画監督                     | 初放送日       |
| ------ | ------------------------------ | ---------- | ---------- | ---------------------------- | -------------- |
| 第1話  | やって来た犯人                 | 大地丙太郎 | 佐藤雅子   | 石川慎亮 岩井伸之            | 2022年 10月4日 |
| 第2話  | ひとの出会いはアラふしぎ       | 大地丙太郎 | 佐藤雅子   | 津吹明日香                   | 10月11日       |
| 第3話  | 蟻地獄                         | 大地丙太郎 | 吉村あきら | 新谷憲                       | 10月18日       |
| 第4話  | 漆黒の入浴                     | 大地丙太郎 | 吉村あきら | 新谷憲                       | 10月25日       |
| 第5話  | 米花町狂詩曲                   | 大地丙太郎 | 山田晃     | 大友健一                     | 11月1日        |
| 第6話  | 退去へのカウントダウン         | 大地丙太郎 | 山田晃     | 柳瀬譲二                     | 11月8日        |
| 第7話  | 労働者たちの鎮魂歌             | 大地丙太郎 | 早瀬真紀子 | 広中千恵美 WHITELINE 新谷憲  | 11月15日       |
| 第8話  | ネクストコナンズヒント「毛玉」 | 大地丙太郎 | 早瀬真紀子 | 柏原英里花                   | 11月22日       |
| 第9話  | 着飾ってトゥナイト             | 大地丙太郎 | 江副仁美   | 石川慎亮                     | 11月29日       |
| 第10話 | 異次元の訪問者                 | 大地丙太郎 | 江副仁美   | 林智子                       | 12月6日        |
| 第11話 | オー！ミクジ                   | 大地丙太郎 | 佐藤雅子   | 新谷憲 広中千恵美 津吹明日香 | 12月13日       |
| 第12話 | 1番目の標的                    | 大地丙太郎 | 佐藤雅子   | 斉藤千恵                     | 12月20日       |

### 放送局
| 放送期間        | 放送時間           | 放送局     | 対象地域   | 備考                                                                |
| --------------- | ------------------ | ---------- | ---------- | ------------------------------------------------------------------- |
| 2022年10月4日 - | 月曜 25:05 - 25:15 | TOKYO MX   | 東京都     |                                                                     |
|                 | 月曜 25:59 - 26:09 | 読売テレビ | 近畿広域圏 | 製作参加 / 『MANPA』第1部前半。本家TVアニメ「名探偵コナン」制作局。 |
| 2022年10月5日 - | 火曜 24:30 - 24:40 | BS日テレ   | 日本全域   | BS放送 / 『アニメにむちゅ〜』枠                                     |

インターネットでは、2022年10月4日よりNetflixにて独占配信。

### Blu-ray
2023年12月20日発売。
| 発売日         | 収録話                       | 規格品番  |
| -------------- | ---------------------------- | --------- |
| 2023年12月20日 | 第1話-第12話（本編9分×12話） | ONXD-4031 |